# Bê
Bê ist eine multinationale Band, in der die Sängerin Bê Ignacio seit 2007 mit weiteren Musikern zusammenarbeitet und Pop- und Weltmusik aufführt. Die Band wird auch den Stilrichtungen Música Popular Brasileira bzw. Bossa Nova, Lounge und Jazz zugerechnet. Der Name der Band ist nach ihren eigenen Angaben die Abkürzung für den Vornamen Betina der Sängerin.

## Geschichte
Unter dem Namen Bê arbeitet Bê Ignacio (Gesang/Komposition) zusammen mit Luiz Brasil (Gitarre/Komposition/Arrangement) und ihrem Mann Markus Schmidt (Schlagzeug/Perkussion/Komposition). Sie trafen sich im Jahr 2006 beim Montreux Jazz Festival und beschlossen daraufhin, ein erstes gemeinsames Album aufzunehmen.
Bê Ignacio (Betina Schmidt) ist eine brasilianisch-deutsche Sängerin, die 1978 als Tochter einer Deutschen und eines Afrobrasilianers in São Paulo geboren wurde. Dort begann sie ein Schauspielstudium, das sie allerdings nach zwei Jahren abbrach. Sie ist, abgesehen von Aufenthalten an ihrem Geburts- und Wohnort ihrer Eltern, den Großteil ihres Lebens in Konstanz ansässig.
Nach mehreren erfolgreichen Tourneen und Festivalauftritten nahm Bê im Mai 2009 ihr zweites Album Mistura Natural in New York auf. Produziert wurde es vom Schlagzeuger und Mitkomponisten Markus Schmidt, zusammen mit Klaus Mueller und Dave Darlington. Die erste Tour zum Album fand im September und Oktober 2009 in 15 Städten Deutschlands und der Schweiz statt. Mitbegründer Luiz Brasil war nicht mehr dabei. Das dritte Album Azul enthält die erste Single-Auskopplung Rhythm of the Sea und später Sunshine for You, welche Top 169 in den deutschen Airplaycharts erreichte. Das vierte Album India Urbana nahm Bê in Ubatuba, New York und in Konstanz auf. Koproduzenten sind Syndicate Musicproduction aus München, der Hip-Hop-Produzent Sirjai (Kool Savas, Xavas) und wie schon auf den vorangegangenen Alben Dave Darlington aus New York. Die Single Sununga erreichte Platz 79 in den „media control“-Charts und war acht Wochen lang unter den Top 3 der SWR3-Hörercharts, wo sie in Kalenderwoche 32 Platz 1 erreichte. Im Juli 2022 erfolgte ein Auftritt im Doppelkonzert bei Jazzopen Stuttgart mit Pink Martini mit Uraufführung des Titelsongs des neuen Albums ''Amazônia'' mit synchroner Liveschaltung zur indigenen Gruppe As Karuana.

## Diskografie
- 2007: Mistura Fina (Südpolmusic/Kennen)
- 2009: Mistura Natural (Kennen)
- 2011: Azul (Kennen)
- 2013: India Urbana (DEAG/Sony)
- 2016: Tropical Soul (Kennen UK (Alive))
- 2023: Amazônia